# フェーマルン・ベルト海峡

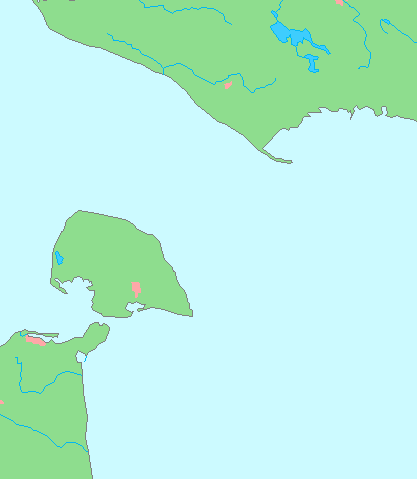
フェーマルン・ベルト海峡

フェーマルン・ベルト海峡(フェーマルン・ベルトかいきょう、ドイツ語:Fehmarnbelt、デンマーク語:Femern Bælt)は、デンマークのロラン島とドイツのフェーマルン島との間にある海峡。

## 概要
キール湾とメクレンブルク湾を結ぶものであり、キール運河や大ベルト海峡を通じて、北海とバルト海を結ぶ主要航路の一つとなっている。海峡幅は約9kmで水深は約20-30m。横断航路にはフェリーが運航されている。

## 横断橋、横断トンネル構想
2000年代に横断橋の構想が具体化した。2018年の完成を目指して計画が立てられたが、その後、沈埋トンネルによる海底トンネル案も浮上し、フェーマルン・ベルトトンネルとして内定した。